# Kościół św. Ottona w Słupsku
Kościół św. Ottona w Słupsku – dał możliwość po jego wybudowaniu do powstania parafii, utworzonej 25 maja 1889 r. Była to jedyna słupska świątynia katolicka do 1945 (licząc od zmian reformacji), od kiedy życie tej parafii skupiało się wokół kościoła pw. Najświętszego Serca Jezusowego. 14 stycznia 1947 kościół został przekazany siostrom klaryskom przez Kurię Administracji Apostolskiej w Gorzowie Wielkopolskim. Obecnie kościół klasztorny.

## Historia miejsca i powstania kościoła
Badania archeologiczne słowiańskie grodzisko lokują na stożkowatym wzniesieniu o dość stromych zboczach, w widłach rzeki Słupi. Obecnie zbocza te są w znacznym stopniu zniwelowane.
W wieku XIV, kiedy to Słupsk dzierżawili Krzyżacy (lata 1329–1341), na terenie grodu znajdowała się siedziba komtura krzyżackiego. Dużych uszkodzeń grodziska (nie pierwszych) dokonano już w czasach nowożytnych, w roku 1872, podczas budowy na jego majdanie kościoła pw. św. Ottona (istniejącego do dziś). Przy stawianiu kościoła św. Ottona zostały wykorzystane pozostałości murów i fundamenty po starej siedzibie komtura krzyżackiego.

### XIX wiek
Tylko 55 osób przyznawało się w 1812 roku do wyznawców wiary rzymskokatolickiej. Ostatni wyznawcy katolicyzmu byli wypierani do regionów ze słabymi ziemiami, ludność prawobrzeżnego Słupska, ludność o korzeniach słowiańskich została tu w całości zgermanizowana. Liczba wyznawców tej wiary z liczby 36 – w roku 1831 zaczęła rosnąć ze względu na napływ fali osadników, liczba katolików w 1866 wynosiła już 150 osób.

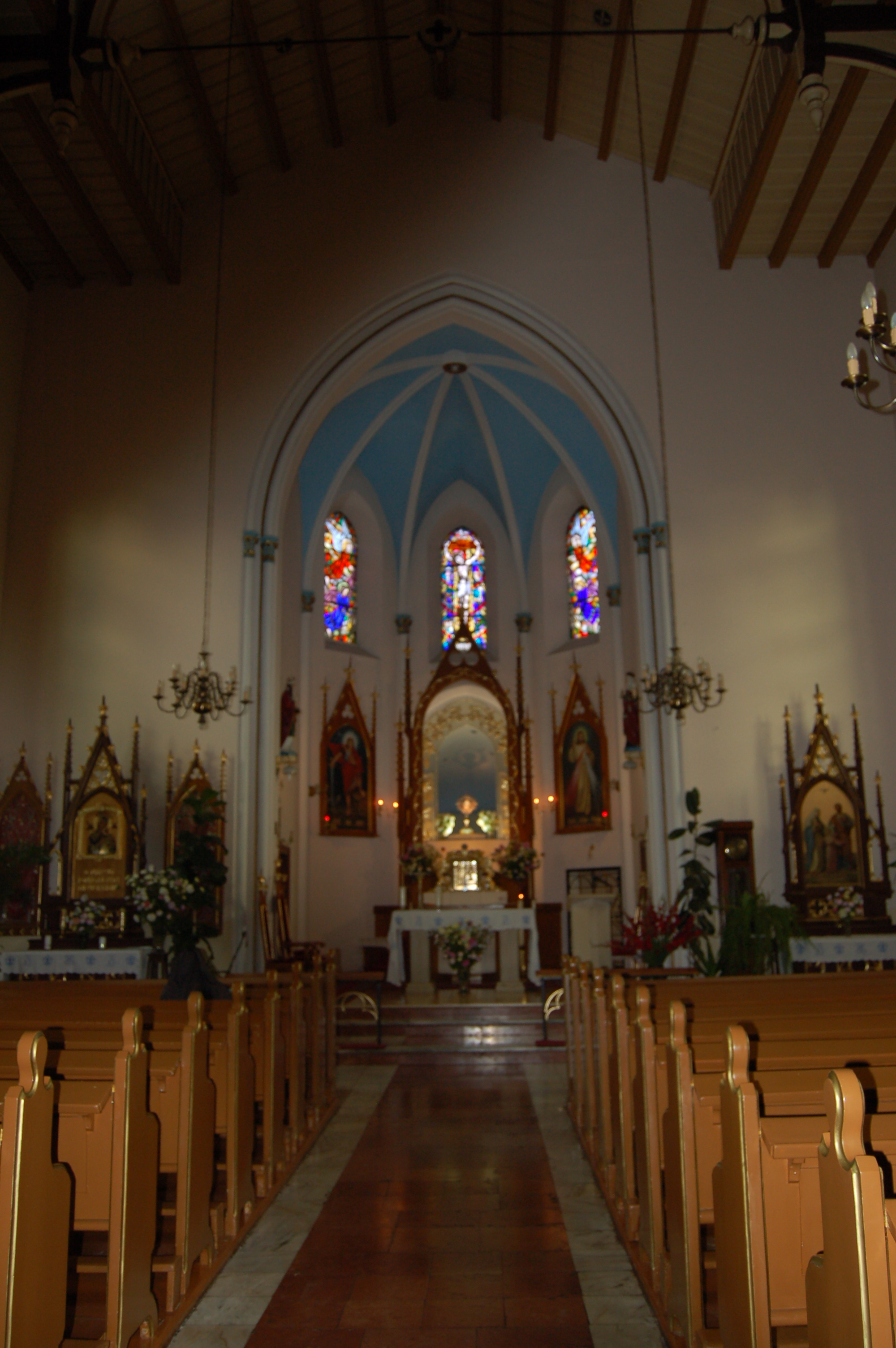
Wnętrze kościoła

Przynależność diecezjalną słupskiej gminy wyznaniowej daje dokument erekcyjny parafii misyjnej w Koszalinie z 11 listopada 1857 roku. Od 1864 roku odbywały się w Słupsku regularnie nabożeństwa katolickie – miasto i powiat był podporządkowany parafii w Koszalinie.

### Liczba katolików w powiecie słupskim na przełomie XIX i XX wieku
W 1871 w powiecie żyło 539 katolików, z tego w Słupsku 230.
Liczba katolików w powiecie słupskim w poszczególnych latach:
- 1880 – 590
- 1885 – 1050
- 1895 – 1163
- 1905 – 2713
- 1933 – 3474

### Budowa kościoła
Budowa kościoła obciążyła parafię katolicką w Słupsku, budowa kościoła parafialnego kosztowała 40 200 marek. Darczyńcami wspomagającymi budowę byli: cesarzowa niemiecka Augusta i cesarzowa austriacka Elżbieta, książęcy dwór saksoński- od tych darczyńców pochodziło 11 000 marek. Ponadto budowę wspomogli: wrocławski komitet diecezjalny Związku Świętego Bonifacego. Kościół został pobudowany w latach 1872–1873.
Przy budowie kościoła pracowały głównie firmy ze Słupska i z powiatu. Kamienie polne łupane zostały dostarczone z Nowej Dąbrowy, Wieliszewa, Głobina. Cegła pochodziła z cegielni Zechlin. Reszty materiałów dostarczyła firma Carla Westwahla. Nadzór architektoniczny prowadził architekt S. Heitbrandt. Kościół postawiono w stylu neoromańskim. Wyposażenia kościoła dokonały warsztaty z całych Niemiec. Organy wykonano u F. Kienscherta w Nowym Mieście na Górnym Śląsku.
Kościół został poświęcony 11 grudnia 1873 roku.
Kościół otrzymał wezwanie św. Ottona – biskupa Bambergu.

## Rektorzy
| Rektorzy – okresy urzędowania w kościele rektorskim | Rektorzy – okresy urzędowania w kościele rektorskim | Rektorzy – okresy urzędowania w kościele rektorskim |
| --------------------------------------------------- | --------------------------------------------------- | --------------------------------------------------- |
| Bernard Witucki                                     | 1948–1949                                           |                                                     |
| Stanisław Galas                                     | 1949–1952                                           |                                                     |
| Adam Cyronek                                        | 1952–1962                                           |                                                     |
| Kazimierz Terlecki                                  | 1962–1967                                           |                                                     |
| Wiktor Panecki                                      | 1967–1995                                           |                                                     |
| Józef Kwieciński                                    | 1995–2002                                           |                                                     |
| Zbigniew Regliński                                  | 2002–2014                                           |                                                     |
| Józef Kwieciński                                    | od 2014                                             |                                                     |